# Jean Shepard
Jean Shepard, geboren als Ollie Imogene Shepard,  (Pauls Valley (Oklahoma), 21 november 1933 - 25 september 2016) was een Amerikaanse countryzangeres.

## Carrière
Jean Shepard groeide op in Visalia in Californië als een van tien in de buurt van Bakersfield. In 1948 was ze bassiste en leadzangeres in de meidenband The Melody Ranch Girls. Bij een van de optredens van de band werd ze ontdekt door Hank Thompson, die in 1953 een contract voor haar bemiddelde bij Capitol Records.
In februari 1953 verscheen haar eerste single Crying Steel Guitar Waltz, die echter zonder succes bleef. Haar tweede in juni 1953 gepubliceerde single was het duet A Dear John Letter (VS-hitlijst, 16e plaats, countryhitlijst, 23 weken) met Ferlin Husky. De in september 1953 gepubliceerde thematisch verwante single Forgive Me Dear, weer een duet met Ferlin Husky, kon echter niet evenaren aan het vorige succes.
In de loop van haar meerdere decennia veelomvattende carrière lukte het Jean Shepard na A Dear John Letter (1953) slechts nog een enkele keer te scoren in de pophitlijst met het nummer Slippin' Away (1973). Dat haar carrière op het gebied van de countrymuziek beperkt gebleven is, zal daaraan gelegen hebben, dat ze vasthield aan de traditionele countrystijl van de jaren 1950 en er steeds een sterke honky-tonk-invloed in haar opnamen te horen was.
Het duurde bijna twee jaar, voordat ze zich weer in de countryhitlijst wist te plaatsen. In 1955 verschenen de singles Satisfied Mind en Beautiful Lies, beiden goed voor een 4e plaats. Ze werd in hetzelfde jaar als enige vrouw ensemblelid van de eerste uitgezonden tv-muziekserie Ozark Jubilee en trad over jaren regelmatig in de show op. In 1956 werd haar eerste lp Songs Of A Love Affair uitgebracht, die slechts nieuw opgenomen en door Shepard gecomponeerd materiaal bevatte en geen tot dusver als single verschenen titel, van de songselectie en –indeling uit een van de eerste conceptalbums in de countrymuziek.
Van 1956 tot 1957 was ze een regelmatige gast in de Saturday Network Show van Red Foley en trad in talrijke tv-shows op. In 1958 werd ze als derde countryzangeres überhaupt lid van de Grand Ole Opry. Tot dusver waren alleen Kitty Wells en Minnie Pearl de enige vrouwelijke leden. Tussen 1956 en 1963 had Shepard uitsluitend twee kleinere countryhits met I Want To Go Where No One Knows Me (18e plaats, 1958) en Have Heart Will Love (30e plaats, 1959). Klaarblijkelijk kwam haar honky-tonk-stijl in de periode, toen de Nashville-sound de countrymuziek beheerste, bij een breder publiek niet aan, ofschoon Cashbox Magazine haar in 1959 tot beste vrouwelijke countryzangeres had gekozen.
Hawkshaw Hawkins, een bekend countryzanger, had haar bij de tv-serie Ozark Jubilee leren kennen en ook hij behoorde tot het oprichtingsensemble van de show. In 1960 trouwden beiden en woonden, als ze niet op tournee waren, op een ranch in de nabijheid van Nashville en fokten paarden. In mei 1963 kwam Hawkins bij een vliegtuigongeluk bij Camden om het leven. Bij het ongeluk stierven ook de countrysterren Patsy Cline en Cowboy Copas.
De tweede helft van de jaren 1960 was de voor Shepard succesvolste periode, want tussen 1964 en 1969 konden zeven van haar singles scoren in de top 20 van de countryhitlijst. In 1964 lukte haar een comeback met het nummer Second Fiddle (To An Old Guitar) (5e plaats, countryhitlijst). Haar duet met Ray Pillow I'll Take The Dog (1966) bereikte de 9e plaats. Het daaropvolgende nummer If Teardrops Were Silver in hetzelfde jaar scoorde een 10e plaats. Haar laatste top 10-hit voor Capitol Records was Then He Touches Me in 1969.
In 1973 wisselde ze na 20 jaar van Capitol Records naar United Artists Records. Haar eerste single Slippin' Away voor dit label scoorde een 4e plaats in de countryhitlijst, maar bleef echter haar laatste grote succes. Weliswaar nam ze tot 1977 nog verdere elf singles op, maar hitparade-successen bleven echter bescheiden. Na een kort, maar succesloos gastspel in 1978 in de vorm van twee singles voor GTR Records verscheen haar laatste single Too Many Rivers (1981) bij het label First Generation Records.

## Overlijden
Jean Shepard overleed in september 2016 op 82-jarige leeftijd.

## Discografie

### Singles
- 1953:	Crying Steel Guitar Waltz / Twice The Lovin'
- 1953:	A Dear John Letter / I'd Rather Die Young (& Ferlin Husky)
- 1953:	Forgive Me John / My Wedding Ring (& Ferlin Husky)
- 1954:	Glass That Stands Beside You / Let's Kiss And Try Again
- 1954:	Why Did You Wait? / Two Whoops And A Holler
- 1955:	Satisfied Mind / Take Possessions
- 1955:	Beautiful Lies / I Thought Of You
- 1958:	I Want To Go Where Nobody Knows Me / Just Another Girl
- 1964:	Second Fiddle (To An Old Guitar) / Two Little Boys
- 1966:	Many Happy Hangovers To You / Our Past Is In My Way
- 1966:	I'll Take The Dog / I'd Fight The World (& Ray Pillow)
- 1966:	If Teardrops Were Silver / Outstanding In Your Field
- 1967:	Heart We Did All That We Could / My Momma Didn't Raise No Fools
- 1969:	Seven Lonely Days / Invisible Tears
- 1969:	Then He Touched Me / Only Mama That'll Walk The Line
- 1973:	Slippin' Away / Think I'll Go Somewhere And Cry Myself To Sleep

### Lp's
- 1956:	Songs Of A Love Affair
- 1959:	Lonesome Love
- 1959:	This Is Jean Shepard
- 1964:	Lighthearted And Blue
- 1965: It's A Man Everytime
- 1966: I'll Take The Dog (& Ray Pillow)
- 1966: Many Happy Hangovers
- 1967: Heart We Did All That We Could
- 1967: Your Forevers Don't Last Very Long
- 1973: Slippin' Away

- Gemeinsame Normdatei: 135018412
- International Standard Name Identifier: 0000 0000 7839 7029
- Library of Congress Control Number: n91085589
- MusicBrainz: 149a04e5-a72c-44eb-8266-51e65147446e
- Nationale Bibliotheek van Tsjechië: mzk2003213664
- SNAC: w61r99wh
- Virtual International Authority File: 84565545
- WorldCat: E39PBJgX9vgkcvmdcwwdXjYVmd